# Nauwieser Viertel
Das Nauwieser Viertel ist ein Distrikt der saarländischen Landeshauptstadt Saarbrücken im Stadtteil St. Johann (Stadtbezirk Mitte). Er trägt die Bezirksnummer 132.

## Geografie
Das Viertel liegt im Zentrum der Landeshauptstadt Saarbrücken. Es wird durch die Stephanstraße/Großherzog-Friedrich-Straße (B51) im Süden, die Dudweiler Straße (B41) im Westen, die Bahnstrecke zwischen Dudweiler Straße und Martin-Luther-Straße im Norden und die Egon-Reinert-Straße im Osten begrenzt. Nachbardistrikte sind im Uhrzeigersinn (im Norden beginnend): Am Homburg, Rotenbühl, Bruchwiese, St. Johanner Markt und Hauptbahnhof.

## Geschichte
Das Wohngebiet entstand ab der Mitte des 19. Jahrhunderts nördlich des alten Stadtzentrums von St. Johann.
Im Zuge des wirtschaftlichen Aufschwungs St. Johanns nach Errichtung des Hauptbahnhofs 1852 kam es zu starker Bautätigkeit auf der gesamten Nordseite der Saar. Das Bruch- und Wiesengelände Nauwies wurde sukzessiv trockengelegt. Ursprünglich bildete die Nauwieserstraße den einzigen Pfad durch das Gelände, was insbesondere durch ihren gekrümmten Verlauf anschaulich wird. Ausgehend von dieser Straße erwuchs das übrige Straßennetz des Gründerzeitquartiers, welches von alteingesessenen Bewohnern auch Chinesenviertel genannt wird. Wie das Viertel zu seinem Spitznamen kam, ist nicht geklärt. Einer Theorie zufolge basiert der Name auf zwei großen chinesischen Kanonen, die im Laufe des Zweiten Weltkriegs aus dem Stadtbild verschwanden.

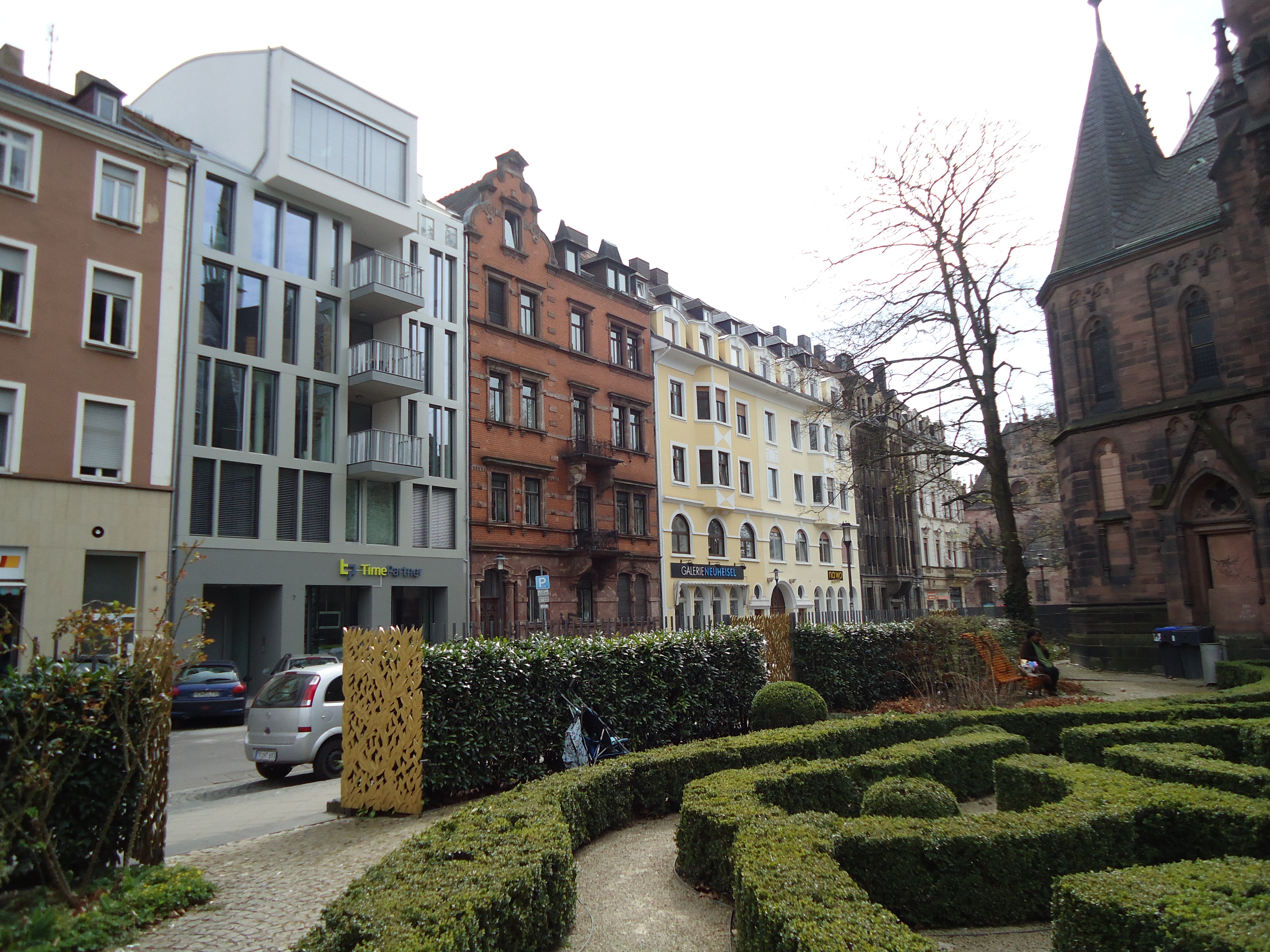
Der Park hinter der Johanneskirche mit den prächtigen Gründerzeitfassaden

 Bei den hier zwischen 1860 und 1920 errichteten Häusern ist häufig der Historismus der Gründerzeit der dominierende Architekturstil. Vor allem im Bereich der mittleren Nauwieserstraße, aber auch in der oberen Blumenstraße, kommt dies klar zum Ausdruck.
Nach dem Zweiten Weltkrieg verfiel das Viertel zunehmend. In den 1970er Jahren erfreuten sich Studenten insbesondere an den günstigen und teilweise großzügigen Altbauwohnungen sowie an der vielfältigen Kneipenkultur. Die späten 1980er und nahezu die gesamten 1990er Jahre galt das Viertel als einer der wesentlichen sozialen Brennpunkte Saarbrückens. Drogenprobleme, Beschaffungskriminalität und Prostitution ließen dem Viertel im Zentrum der Landeshauptstadt einen schlechten Ruf anhaften. Das Straßenbild war geprägt durch mittlerweile alte baufällige Häuser, die Mieten waren niedrig, und es gab ein einschlägiges Kneipenbild. Ab der Jahrtausendwende zeichnete sich ein deutlicher Umschwung ab. Im Zuge eines städtischen Sanierungsprogramms begann eine umfangreiche Bautätigkeit. Spätestens ab Mitte des Jahrzehnts entwickelte sich das Viertel zu einem beliebten Ausgeh- und Wohnviertel.

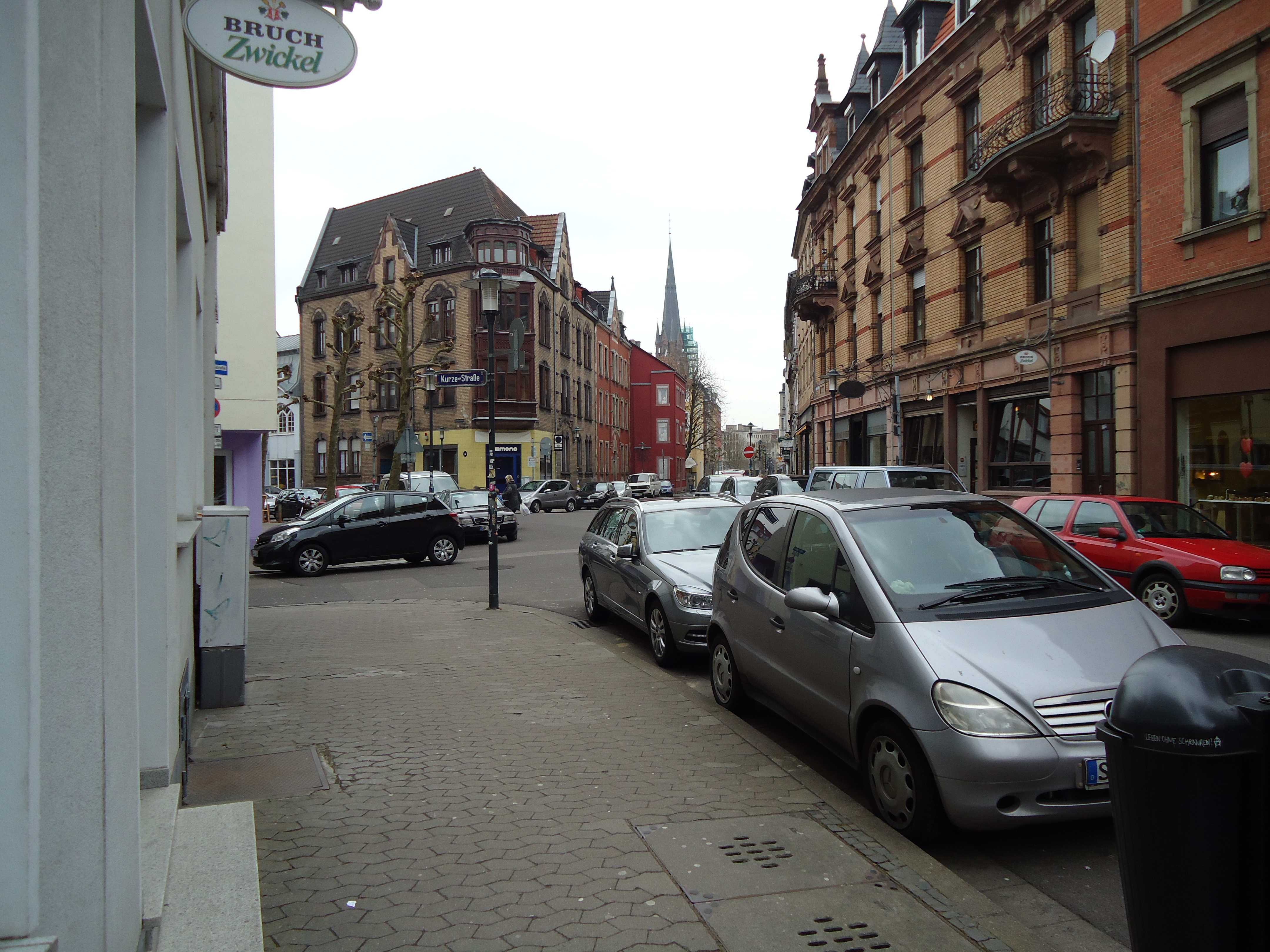
Die Nauwieserstraße

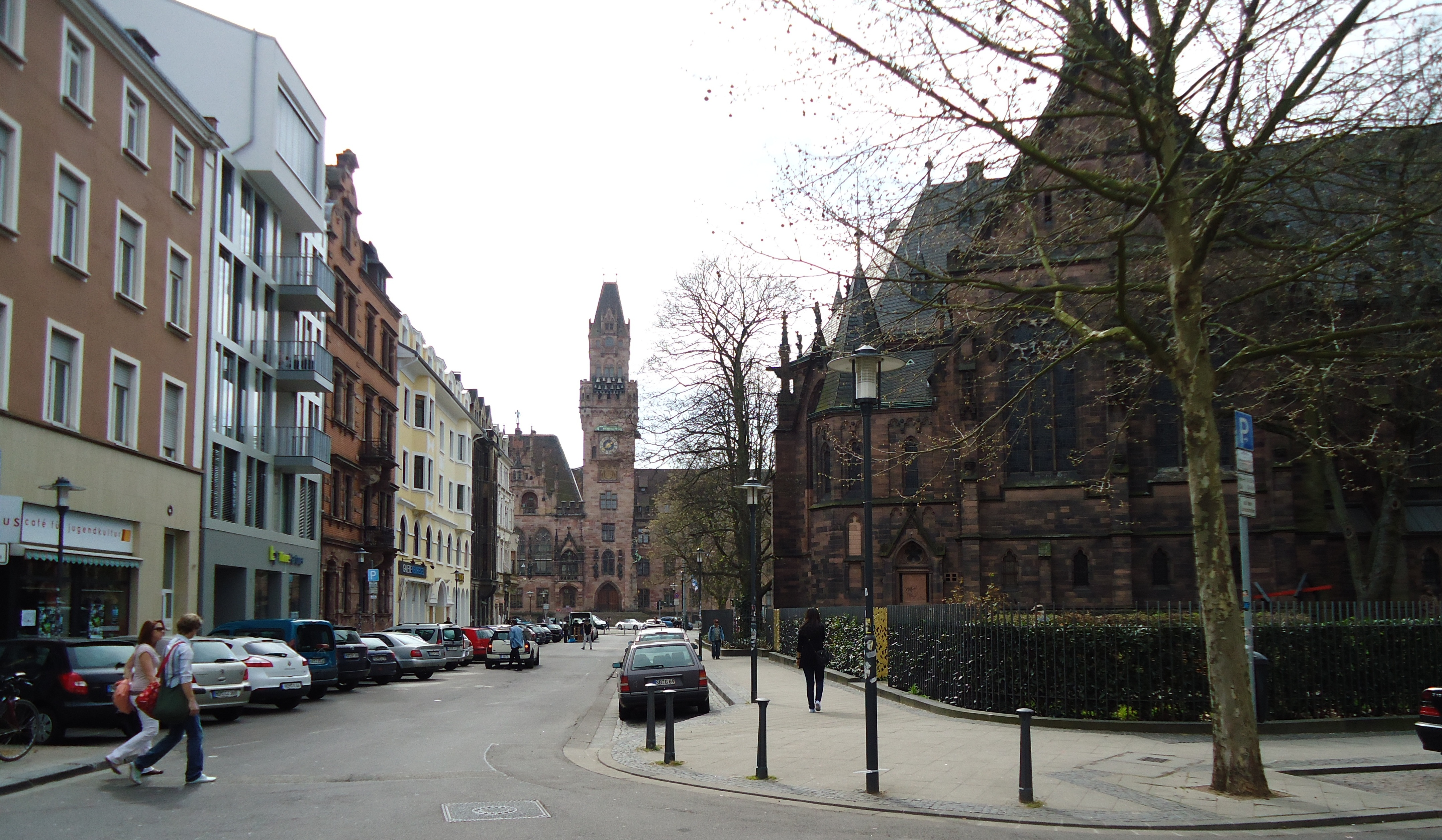
Blick aus dem Viertel auf das Rathaus St. Johann

Alte und marode Bausubstanz ist mittlerweile umfangreich saniert worden. Auch wurde vielerorts begrünt und Schmutzstellen wie der Landwehrplatz und Max-Ophüls-Platz wurden grundlegend umgestaltet. Dieser in den 1980er Jahren durch Deklarierung als Sanierungsgebiet in die Wege geleitete Veränderungsprozess führte zu einem allumfassenden Wandel. Die Drogenszene konnte völlig aus dem Quartier verdrängt werden, das Straßenbild verschönerte sich, und der Ruf des Viertels verbesserte sich. Es konnte sich in den letzten Jahren eine eigene Kneipen- und Ausgehkultur entwickeln, welche auch über die Stadtgrenzen Saarbrückens bekannt ist. Das Viertel gilt derzeit wohl als „hippster“ und angesagtester Stadtteil Saarbrückens. Es hat in Film und Fernsehen ebenfalls schon Einzug gefunden.

## Demografie
Stand 31. Dezember 2018 lebten im Nauwieser Viertel 6093 Menschen. Darunter waren 432 (7,1 %) jünger als 15 Jahre und 724 (11,9 %) älter als 64 Jahre. Die deutsche Staatsangehörigkeit besaßen 4625 Einwohner (75,9 %). 1468 Einwohner (24,1 %) waren Ausländer, darunter besaßen 649 (10,7 %) die Unionsbürgerschaft und 819 (13,4 %) waren nicht-EU-Ausländer. 75,7 % der Haushalte waren Ein-Personen-Haushalte; nur in 7,1 % der Haushalte lebten Kinder.

### Gentrifizierung
Der starke Anstieg der Mietpreise haftet dem Viertel negativ an. Dieser Prozess hat viele alte Bewohner des Viertels vertrieben und läuft parallel mit der Gentrifizierung einzelner Viertel in anderen Großstädten. Als im April 2021 bekannt wurde, das die Stadt Saarbrücken Gebäude und Grundstücke in der Nauwieserstraße verkaufen wollte, regte sich Widerstand im Viertel.

## Politik

### Parteipolitische Tendenzen
Analysen der Stadt Saarbrücken zum langfristigen Wahlverhalten ihrer Bewohner bezeichneten den Bezirk Nauwieser Viertel als Hochburg der Parteien Bündnis 90/Die Grünen und Die Linke, die auch im Rest des Stadtteils stets Ergebnisse über dem gesamtstädtischen Ergebnis erzielten. Auch die Partei Die PARTEI erzielt, seitdem sie zu den Wahlen antritt, stets Ergebnisse über dem stadtweiten Durchschnitt. Die Ergebnisse der FDP und der CDU waren stets deutlich unter dem stadtweiten Durchschnitt.

### Wahlergebnisse
| Wahl                | Wahlbeteiligung | SPD    | CDU    | Die Linke | B’90/Grüne | FDP    | Die PARTEI         | sonstige |
| ------------------- | --------------- | ------ | ------ | --------- | ---------- | ------ | ------------------ | -------- |
| Stadtratswahl 2009  | 47,1 %          | 30,4 % | 16,0 % | 14,8 %    | 27,7 %     | 7,0 %  | nicht teilgenommen | 4,1 %    |
| Landtagswahl 2009   | 64,1 %          | 28,5 % | 18,8 % | 23,1 %    | 19,4 %     | 7,6 %  | nicht teilgenommen | 2,6 %    |
| Bundestagswahl 2009 | 72,6 %          | 21,1 % | 16,6 % | 23,2 %    | 23,0 %     | 10,2 % | nicht teilgenommen | 5,9 %    |
| Landtagswahl 2012   | 59,6 %          | 27,8 % | 17,7 % | 17,5 %    | 15,8 %     | 1,1 %  | nicht teilgenommen | 20,1 %   |
| Bundestagswahl 2013 | 70,2 %          | 27,1 % | 22,0 % | 15,7 %    | 20,7 %     | 3,2 %  | nicht teilgenommen | 11,3 %   |
| Stadtratswahl 2014  | 46,9 %          | 29,9 % | 16,2 % | 16,9 %    | 21,7 %     | 2,8 %  | nicht teilgenommen | 12,5 %   |
| Landtagswahl 2017   | 67,3 %          | 25,4 % | 22,3 % | 23,1 %    | 18,7 %     | 4,1 %  | nicht teilgenommen | 6,4 %    |
| Bundestagswahl 2017 | 76,6 %          | 20,6 % | 19,3 % | 21,6 %    | 18,9 %     | 7,5 %  | 4,1 %              | 8,0 %    |
| Stadtratswahl 2019  | 60,3 %          | 21,4 % | 13,9 % | 12,3 %    | 33,8 %     | 4,0 %  | 7,3 %              | 7,3 %    |

## Infrastruktur

### Verkehr

#### ÖPNV
Das Viertel ist über zwei Haltestellen – Johanneskirche und Landwehrplatz – an die Saarbahn (Linie 1) angeschlossen. Darüber hinaus verkehren aufgrund der zentralen Lage des Viertels die meisten der Saarbrücker Buslinien an einer oder mehreren der fünf Bushaltestellen am Viertel.

#### Individualverkehr
Der Pkw-Verkehr hat im Viertel südlich der Richard-Wagner-Straße nur eine untergeordnete Bedeutung. Dieser Bereich ist seit Mai 2021  eine Fahrradzone. Am Landwehrplatz befindet sich eine Carsharing-Station des Betreibers Cambio CarSharing. Wichtigstes Verkehrsmittel ist in diesem Bereich das Fahrrad, das in allen Straßen in beide Richtungen verkehren darf, während die meisten Straßen für Pkw Einbahnstraßen sind, sowie der Fußverkehr.
Bei Einrichtung der Fahrradzone waren die Reaktionen auf diese gemischt. Hauptkritikpunkt war die Freigabe der Zone für Anlieger, weshalb sie als Symbolpolitik mit geringem Mehrwert für Radfahrer gesehen wurde. Im Jahre 2022 erhielt die Fahrradzone den dritten Platz des Deutschen Fahrradpreis in der Kategorie „Infrastruktur“.

### Bildung

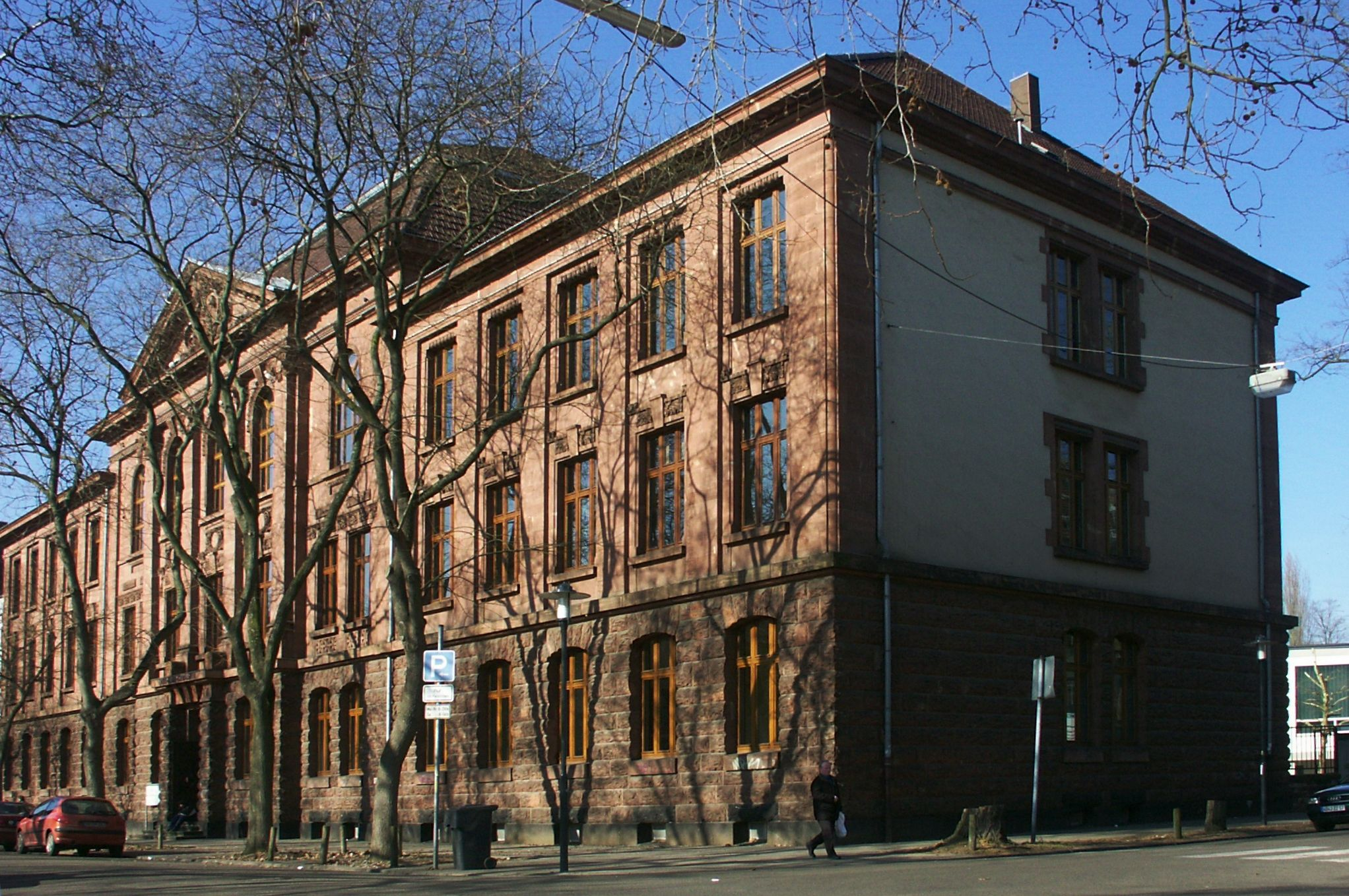
Otto-Hahn-Gymnasium, Altbau von 1904

Im Viertel befindet sich das Otto-Hahn-Gymnasium, die Freiwillige Ganztagsgrundschule Max-Ophüls, das Technisch-gewerbliches Berufsbildungszentrum 2 (TGBBZ 2) und die Abendschule Saarbrücken. Darüber hinaus befindet sich dort die Musikschule der Landeshauptstadt Saarbrücken.

### Kultur
Im Viertel befindet sich die Spielstätte Alte Feuerwache des Saarländischen Staatstheaters sowie das kino achteinhalb.

## Söhne und Töchter des Viertels

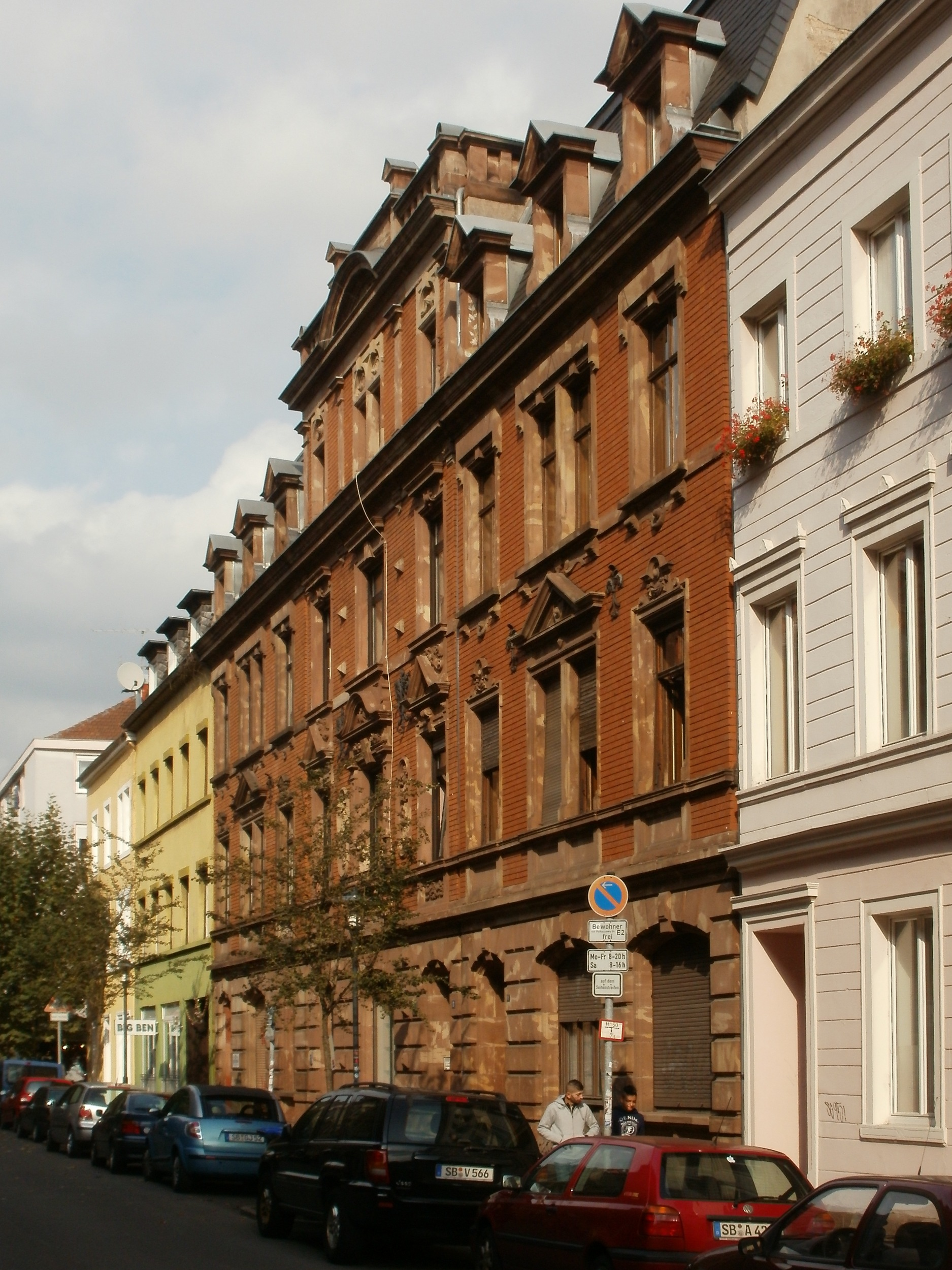
Wohnhaus von Max Ophüls in der Försterstraße

Wohl bekannteste Persönlichkeit des Viertels ist der international erfolgreiche Filmregisseur Max Ophüls. Sein Geburtshaus (1902) befindet sich in der Sulzbachstraße (Distrikt 131 Hauptbahnhof). 1908 ziehen die Eltern in die Försterstraße 15 im Nauwieser Viertel. Das Haus steht heute noch. Er ist Namensgeber des Max-Ophüls-Preises und des sich im Viertel befindlichen Max-Ophüls-Platzes.